# Sporophila lineola
Sporophila lineola là một loài chim trong họ Thraupidae.